# わかっていても
『わかっていても』（朝: 알고있지만、英: Nevertheless）は、2021年6月19日からJTBCで放送された大韓民国のテレビドラマ。NAVERウェブ漫画が原作で、日本でもLINEマンガにて配信されている。
放送枠は土曜で、毎週韓国での放送終了直後、Netflixオリジナルシリーズとして世界配信された。
愛は信じないが恋愛はしたい女と恋愛はめんどくさいが“Some（友達以上恋人未満）”はほしい男のラブロマンス。
2024年12月には日本リメイク版である『わかっていても the shapes of love』が制作され、ABEMAとNetflixにて配信されている。

## あらすじ
美術大学で彫刻を専攻するユ・ナビ（ハン・ソヒ）は美術塾講師で美術作家の恋人（チェ・ソンジェ）がいたが、彼の個展に足を運んだところ、無断でナビをモデルにした卑猥な彫刻作品を目にしショックを受ける。ナビは傷ついた自分の気持ちに理解もない恋人に失望。さらに自分以外の学生との浮気現場を目撃し彼との別れを決意する。傷心のナビがバーで一人で飲んでいるとパク・ジェオン（ソン・ガン）という男性に人間違いで声を掛けられる。会話を重ねていくうちに次第に仲良くなるナビとジェオンだったが、ジェオンに女性の気配を感じたナビは席を立った隙に何も告げずにその場から去ってしまう。数日後、今まで学生同士の集いに一切顔を出さなかったナビが親友のビンナ（ヤン・ヘジ）に誘われ珍しく同じ学科の飲み会に参加すると、そこにはまさかのジェオンの姿が。ジェオンは再受験で彫刻科に入学し休学を挟んでいたため今までナビとは面識が無かったが、同じ大学の彫刻科の学生で、美しい容姿に女子たちからも一目置かれる存在だった。思わぬ再会に再び距離を縮めるナビとジェオンだったが、ジェオンに女性の噂が絶えない事を知ったナビは彼との間に意識的に壁を作る。しかし、ジェオンはナビに対して特別に優しく、彼に近付くまいと決めたナビの意思とは裏腹にナビの気持ちはジェオンに傾いていってしまう。

## 出演
※括弧内は日本語吹替。

### 主要人物
ユ・ナビ：ハン・ソヒ（武田華）
ホンソ大学彫塑科4年。受験時代に知り合った美術塾講師と交際していたが独自の美学に振り回された末に破局。恋愛にトラウマを抱えるがジェオンに出会い惹かれていく。ナビという名前は蝶という意味で、「捕まえようとすると逃げ、じっとしていると肩に留まる。幸福はナビ（蝶）のようだ」という言葉が由来。
パク・ジェオン：ソン・ガン（岩中睦樹）
ホンソ大学彫塑科2年。学年はナビの後輩だが、再受験して彫刻科に入学したためナビとは同い年。恋人は作らず恋人未満友達以上の女性が多く存在するが、ナビに好意を持つようになり近付いていく。自分の作品のモチーフにするほど蝶が好きで、首の後ろに蝶のタトゥーを入れている。
ヤン・ドヒョク：チェ・ジョンヒョプ（梅原裕一郎）
調理科2年。初恋の相手ナビと再会し、再び思いを寄せる。
ユン・ソラ：イ・ヨルム
ジェオンと中学の同級生。ジェオンの元カノ。

### ホンソ大学の人物
オ・ビンナ：ヤン・ヘジ（ニケライ・ファラナーゼ）
ナビの大学の同級生で親友。自分は恋愛には積極的だが、男性を見極める嗅覚が鋭くナビにはジェオンとの関係に警告をする。
ユン・ソル：イ・ホジョン（金田愛）
ナビの同級生。彫刻科でも才能を高く評価されている。恋愛の噂が無くあまり人と深いかかわりを持たないタイプ。
ソ・ジワン：ユン・ソア（菅野真衣）
ソルの親友。ナビの同級生。天真爛漫な性格。
ナム・ギュヒョン：キム・ミンクィ
ビンナの親友。
ユ・セフン：キム・ムジュン（越後屋コースケ）
ソルに片思いをしている。
キム・ウナン：イ・ジョンハ（浜田洋平）
美大の1年生。ナビに近づく。
教授：ソ・ジェヒ（魏涼子）
ホンソ大学彫塑科の教授。

### カメオ出演
ユ・ヒョヌ：チェ・ソンジェ
ナビの元彼。
ソ・ジョンヨン
ジェオンの母親。

## オリジナルサウンドトラック

### Part.1
| #         | タイトル             | 作詞      | 作曲・編曲 | アーティスト | 時間 |
| --------- | -------------------- | --------- | ---------- | ------------ | ---- |
| 1.        | 「우린 이미」        |           |            | KIMMUSEUM    | 3:58 |
| 2.        | 「우린 이미」(Inst.) |           |            |              | 3:58 |
| 合計時間: | 合計時間:            | 合計時間: | 7:56       |              |      |

### Part.4
| #         | タイトル             | 作詞      | 作曲・編曲 | アーティスト | 時間 |
| --------- | -------------------- | --------- | ---------- | ------------ | ---- |
| 1.        | 「Butterfly」        |           |            | J.UNA        | 3:14 |
| 2.        | 「Butterfly」(Inst.) |           |            |              | 3:14 |
| 合計時間: | 合計時間:            | 合計時間: | 6:28       |              |      |

### Part.6
| #         | タイトル                     | 作詞      | 作曲・編曲 | アーティスト | 時間 |
| --------- | ---------------------------- | --------- | ---------- | ------------ | ---- |
| 1.        | 「Love Me Like That」        |           |            | サム・キム   | 3:31 |
| 2.        | 「Love Me Like That」(Inst.) |           |            |              | 3:31 |
| 合計時間: | 合計時間:                    | 合計時間: | 7:02       |              |      |

## 視聴率
| ep.        | 放送日        | タイトル                           | 平均視聴率 | 平均視聴率 |
| ep.        | 放送日        | タイトル                           | 全国       | ソウル     |
| ---------- | ------------- | ---------------------------------- | ---------- | ---------- |
| 第1話      | 2021年6月19日 | 運命なんかないとわかっていても     | 2.207%     | 2.5%       |
| 第2話      | 2021年6月26日 | 私だけじゃないとわかっていても     | 1.253%     | 1.2%       |
| 第3話      | 2021年7月3日  | 始まってしまったとわかっていても   | 1.173%     | 該当なし   |
| 第4話      | 2021年7月10日 | 愛ではないとわかっていても         | 1.714%     | 該当なし   |
| 第5話      | 2021年7月17日 | 変わらないとわかっていても         | 1.446%     | 該当なし   |
| 第6話      | 2021年7月24日 | 愛などないとわかっていても         | 1.309%     | 該当なし   |
| 第7話      | 2021年7月31日 | 取り返しがつかないとわかっていても | 1.500%     | 該当なし   |
| 第8話      | 2021年8月7日  | ウソだとわかっていても             | 0.994％    | 該当なし   |
| 第9話      | 2021年8月14日 | もう終わりだとわかっていても       | 1.437%     | 該当なし   |
| 第10話     | 2021年8月21日 | わかっていてもそれでもやっぱり     | 1.700%     | 該当なし   |
| 平均視聴率 |               |                                    |            | 該当なし   |

## 日本版リメイク
ABEMAオリジナル連続ドラマとして日本リメイク版の『わかっていても the shapes of love』が制作され、2024年12月9日よりABEMAとNetflixで同時配信された。

### キャスト
- 香坂漣：横浜流星
- 浜崎美羽：南沙良
- 生島琉希：佐野玲於
- 今井千輝：鳴海唯
- 椎名光莉：福地桃子
- 長壁颯：浅野竣哉
- 川瀬咲：朝倉あき
- 吉野愛実：夏子
- 香坂美月：霧島れいか
- 宇佐美早子：中山忍
- 我妻善一：村上淳

### スタッフ
- 監督：中川龍太郎
- エグゼクティブ・プロデューサー：藤井道人